# Коктерек (Бокейординский район)
Коктерек (каз. Көктерек) — село в Бокейординском районе Западно-Казахстанской области Казахстана. Входит в состав Бисенского сельского округа. Код КАТО — 275433400.

## Население
В 1999 году население села составляло 552 человека (270 мужчин и 282 женщины). По данным переписи 2009 года, в селе проживало 520 человек (266 мужчин и 254 женщины).